# Neblinatapakul
Neblinatapakul (Scytalopus altirostris) är en fågel i familjen tapakuler inom ordningen tättingar.

## Utbredning och status
Fågeln har sitt utbredningsområde i den del av Anderna som sträcker sig från regionen Amazonas till Huánuco i Peru. IUCN kategoriserar arten som livskraftig.

## Namn
Neblina är en benämning på molnskog i Colombia och Ecuador.